# Braybrooke
Braybrooke – wieś w Anglii, w hrabstwie Northamptonshire, w dystrykcie (unitary authority) North Northamptonshire. Leży 23 km na północ od miasta Northampton i 116 km na północny zachód od Londynu.